# Jud Birza
Jud Birza, nome d'arte di Judson John "Fabio" Birza, (Lake St. Louis, 12 giugno 1989), è un attore e modello statunitense, famoso per essere stato il vincitore del reality Survivor: Nicaragua. Avendo avuto 21 anni all'epoca del reality, è la persona più giovane ad aver vinto lo show..

## DopoSurvivor
Birza è tornato a lavorare come modello per la "Next Model Management, New York" e la "Mother Model Management" mentre prima lavorava per la "Chosen Model Management". Tra le altre, è apparso nelle campagne pubblicitarie di Abercrombie and Fitch e L'Uomo Vogue.
È apparso sulla copertina della versione originale del libro Shadowhunters - Città delle anime perdute di Cassandra Clare.
Ha recitato nel film horror 1313: Nightmare Mansion diretto da David DeCoteau. Il film è uscito direttamente in DVD il 1 febbraio 2011.
Il 19 gennaio 2011 è stato arrestato dalla polizia di Santa Monica, California per aver praticato dello skate su strada sotto effetto di sostanze stupefacenti.
Birza ha avuto un ruolo importante nel documentario Burning Man: Metropolis
Birza è il batterista della band Space Funk Odyssey.

## Filmografia
- 1313: Nightmare Mansion (2011) Uscito in home video
- My Stepbrother Is a Vampire!?! (2013)
- 90210 Shark Attack (2014)